# Галеши
Галеши́ (тал. gološ — «пастух крупного скота») — субэтническая группа талышского народа, проживающая в горных районах на юго-западе провинции Гилян в Иране. Численность 40 000 человек. Ведут полукочевой образ жизни. В начале 1910 года в Астаринском округе Ирана вспыхнуло восстание галешей из-за непомерных налогов.

## Язык
Говорят на диалекте талышского языка, иранской группы индоевропейской языковой семьи.

## Традиции
- Традиционные занятия
  - Скотоводство (крупный и мелкий рогатый скот).
  - Земледелие
  - Пчеловодство
  - Сбор дикорастущих плодов

Летом галеши занимаются земледелием, пчеловодством на высокогорье. На зиму перемещаются в низины, для выпаса скота на полях оседлого населения.
- Традиционные ремёсла
  - Изготавливают грубые шерстяные ткани, вяжут. Ремесленную продукцию затем обменивают на продукты земледелия оседлого населения.
- Традиционное жилище
  - В тёплое время года живут в каменных домах, зимой создают временные жилища.

## Религия
Большинство галешей — мусульмане-шииты, но распространены и традиционные верования.